# Cyclophora hyponoea
Cyclophora hyponoea là một loài bướm đêm trong họ Geometridae.